# Cap Cana Championship
Het Cap Cana Kampioenschap was een golftoernooi van de Champions Tour. Het werd gespeeld op de Punta Espada Golf Club op de Cap Cana in de Dominicaanse Republiek.
De eerste editie was in 2008 en werd gewonnen door Mark Wiebe. Het prijzengeld was $ 1.600.000 waarvan $ 240.000 naar de winnaar ging.

## Winnaars
- 2008: Mark Wiebe
- 2009: Keith Fergus
- 2010: Fred Couples